# 9522 Schlichting
9522 Schlichting è un asteroide della fascia principale. Scoperto nel 1981, presenta un'orbita caratterizzata da un semiasse maggiore pari a 3,5645007 UA e da un'eccentricità di 0,0634096, inclinata di 9,87173° rispetto all'eclittica.